# Jiří Antonín Benda
Jiří Antonín Benda, noto anche come Georg Anton Benda (Staré Benátky, 30 giugno 1722 – Köstritz, 6 novembre 1795), è stato un compositore e maestro di cappella ceco.
Benda era il terzo figlio del musicista Jan Jiří Benda e di Dorota Brixi (appartenente a una famiglia boema di musicisti). Nel 1735 entrò nel collegio degli Scolopi di Kosmaros e tra il 1739 e il 1742 studiò in quello dei Gesuiti a Jičín.
Nel 1742, all'età di 20 anni, Federico II di Prussia gli attribuì la posizione di secondo violino della cappella di Berlino. Lo stesso anno, Benda fu chiamato a Potsdam come compositore ed arrangiatore da suo fratello maggiore František, anch'egli compositore e violista.
Otto anni dopo, nel 1750 entrò a servizio del Duca di Gotha, come maestro di cappella, specializzandosi così in musica sacra. Grazie al salario ottenuto da quest'incarico, poté compiere un importante viaggio di studio in Italia.
Benda ebbe i suoi maggiori successi nella composizione di melologhi che influenzarono profondamente il giovane Mozart.

## Composizioni
Opere
- Xindo riconosciuto (opera seria, libretto di J. A. Galletti, 1765, Gotha)
- Il buon marito (intermezzo, libretto di J. A. Galletti, 1766, Gotha)
- Il maestro di cappella (intermezzo, 1767, Gotha)
- Ariadne auf Naxos (duodrama, libretto di J. C. Brandes, da H. W. von Gertstenberg, 1775, Gotha)
- Der Jahrmarkt (Lucas und Bärbchen) (komische Oper, libretto di F. W. Gotter e J. J. Engel, 1775, Gotha)
- Medea (melodramma, libretto di F. W. Gotter, da Euripide, 1775, Lipsia)
- Walder (ernsthafte Operette, libretto di F. W. Gotter, basato su Silvain di J. F. Marmontel, 1776, Gotha)
- Romeo und Julie (ernsthafte Oper, libretto di F. W. Gotter, da William Shakespeare e C. F. Weisse, 1776, Gotha)
- Der Holzhauer, oder Die drey Wünsche (komische Operette, libretto di F. W. Gotter e J. G. von Wulff
- Pygmalion (libretto di Gotter, melodramma, 1779, Gotha)
- Das tartarische Gesetz (libretto di F. W. Gotter, Singspiel, 1787, Mannheim)

Altre composizioni
- Musica sacra
- Lieder
- Sonate per cembalo
- 30 sinfonie
- 10 concerti per cembalo
- 11 concerti per violino